# 小原乃梨子
小原 乃梨子（おはら のりこ、1935年〈昭和10年〉10月2日 - 2024年〈令和6年〉7月12日）は、日本の声優、女優、ナレーター、朗読家。夫は演出家の戸部信一。息子はアニメーターの戸部敦夫。東京府東京市豊島区池袋（現：東京都豊島区池袋）出身。81プロデュース最終所属。

## 生涯

### 生い立ち
弁護士の小原栄次（鹿児島県士族）の次女として生まれる。父・栄次は明治生まれのハイカラで舶来が好きで、舶来のスーツを着こなし、ベッドに寝て、舶来のオーデコロンを愛用してふりかけていた。また父は芸が好きで、端唄や小唄をうなり、寄席通いが好きで、六法全書の隣に落語全集がおいてあった。父に連れられて柳橋に行き、色々な芸事にも触れてきたという。3人姉妹で、父は姉に花柳流、小原に藤間流、妹に坂東流を習わせ、同じ曲を3人一緒に踊らせて見るのを楽しむ超粋人だった。父は戦時中の時点では父兄会の会長をしていた。母はカトリック教徒で、敬虔なクリスチャンだった。毎週日曜日には家族揃って教会に出かけ、小原も礼拝を欠かさなかったという。中学3年生か高校1年生位の頃、日曜学校に行き、クリスマスの聖誕劇の時はオルガンを弾いて子供たちに聞かせたり、青年部の人物のためにトルストイの『人は何のために生きるのか』を脚色したりしていた。父から日本の、母から洋風の文化を受け継いだという感じであったという。
兄、姉、妹がいる。父は、「本はいくらでも買っていい」という方針であったこともあり、兄、姉が買った『少年倶楽部』などの本も読ませてくれたという。
小学生の頃はとても体が弱く、腺病質な女の子だった。入院記録は13回で、テレビも無い病室で本ばかり読んでいたことからお話が好きになり、読むだけでなく、自分でやりたくなってしまったという。入院するたびに、父がたくさん本を抱えてもらえたり、母が読んでもらえたりしていた。
戦時中、小学3年生の時に小学6年生だった姉と一緒に東京から長野県上高井郡須坂町（現：長野県須坂市）に行き、長野県に最年少で集団疎開するも、食べ物の好き嫌いが激しかったために半年で親元へ帰される。縁故疎開先の埼玉県所沢市で敗戦を迎える。

### キャリア
小学5年生の時に近所の友人に誘われて、児童合唱団「虹の橋」に入団。父は反対していたが、芸事が好きだった母が、父に内緒で通わせてくれたという。子役として舞台、NHKの子供番組などに出演。同じ小学校の3級下に池田昌子がいる。仕事で新橋まで通っていたが、そこで耳にしていた曲『ドリームズ・カム・トゥルー』が一生のテーマ曲になったという。
本を読むことや作文を書くことが好きだったため、当時は物書きになろうと考えており、村岡花子のような少女小説家に憧れていた。中学時代に好きだったルイーザ・メイ・オルコットの『若草物語』が映画化され、母に連れて行ってもらい、ジョーを演じていたジューン・アリスンを見て、「女優ってすごい!! 女優になりたい」と女優を目指した。後に映画『若草物語』の日本語吹き替え版でジョー役を演じた。その時は嬉しく、「役者になって良かったなあ」と思ったという。
小学校卒業後、跡見学園中学校・高等学校に進学し、芸能活動を休止していたが、同高校時代は演劇部の活動に熱中していた。高校3年生の時に演じていた舞台が高校演劇コンクールで入賞。その時に仲間たちと手を取り合って泣いたという。学生演劇のコンクールで小原が通っていた高校としては初めて最終審査に残った。その頃は東京都立九段高等学校が会場であったという。以来、演劇生活を続けていたが、「演劇をやっていたため食うや食わずの生活であった」ということはなかった。子役として舞台に立ち、ラジオに出演していくうちに、「演じるということは何をすることなのか」とわかりかけてきたという。高校時代は文芸部にも所属しており、生徒会長もしていた。
同高校を卒業すると、自分と同じ法曹界に進ませたいという父親の期待に反して芸能界に入り、劇団の先輩の紹介でプロダクションに所属し、草創期の民放で女学生役でテレビドラマの仕事を始める。当初は女優としてテレビドラマ、ラジオドラマなどの各民放テレビ局の開局番組の多くに出演していた。やがて自己流で演じ続けることに疑問と不安を感じるようになり、「劇団の研究生になり、基礎から学びなおしたい」と思うようになったが、仕事が次から次へと入ってくるため、その夢が叶わなかった。しかし、当時ベテラン女優たちが結成した劇団女優座に最年少座員として入団して、数々の舞台公演を経験。このことについては「ベテラン先輩たちの中に投げ込まれ、もまれたことが、滑舌法の練習をするより数倍の収穫があったように思える」と述懐していた。その後は各テレビ局で出演の機会が増えて、天衣無縫、底ぬけに明るい演技で、スタッフたちを大いに喜ばせていた。その時に新劇を続けるつもりだったが、「テレビドラマも面白そう」と感じていた。同時期には生放送時代で始まったばかりの吹き替えの仕事にも参加。その後の所属事務所は、テアトル・ジェンヌ、プレーヤーズ・センター、東京プロ、りんどうプロ、高松事務所、青二プロダクションの所属を経て、2018年4月30日をもって創業時から所属していたぷろだくしょんバオバブを退所、同年6月3日付けで81プロデュースへ移籍した。
1957年、TBSのテレビドラマ『キンピラ先生青春記』で女学生役で出演し、初レギュラーでもあるアメリカのテレビドラマ『ソニー号空飛ぶ冒険』に、小林恭治、城達也と一緒にレギュラー出演していた。当時は生放送で、ヘリコプター会社の秘書役を演じたが、「こちらヘレン、応答どうぞ」と言うセリフの時には、スイッチの効果音まで入れていた。その時は生放送だけにトラブルも多かったが、元々映画好きだったことから、吹き替えの仕事が面白くて仕方がなかったという。結婚後、家庭を持つと子育ての時間のやりくりができる声優業に専念することになった。好きだった映画の主人公を声で演じられるのが嬉しく、声優の仕事にのめり込んで行ったという。

### 声優として
1950年代 - 1960年代は洋画の吹き替えに出演していたが、1960年代後半から、洋画と並行してアニメの仕事も増えていったという。アテレコをしていた最初のアニメは『ポパイ』。
『チキチキマシン猛レース』、『未来少年コナン』、『アルプスの少女ハイジ』、「タイムボカンシリーズ」など、多くの人気作品でレギュラーキャラクターを担当。
1979年からは『ドラえもん』で野比のび太を演じることとなり、2005年にリニューアルされるまでの約26年間、のび太役を務めあげた。後任は大原めぐみ。
1988年頃より講演活動と童話の朗読活動を開始。1998年からは『小原乃梨子の読み聞かせ講座』として全国展開した。朗読の指導や読み聞かせの研究会に力を入れている。

### 晩年・死去
2005年、第14回日本映画批評家大賞で、『ドラえもん』（テレビ朝日版）のオリジナルレギュラー陣（大山のぶ代、野村道子、たてかべ和也、肝付兼太の4人）とともに田山力哉賞を受賞。さらに2006年11月、第11回アニメーション神戸で、同じくオリジナルレギュラー陣4人とともに特別賞を受賞。2007年3月には東京国際アニメフェア2007で、同じくオリジナルレギュラー陣4人とともに第3回功労賞を受賞。
2007年3月3日、第1回声優アワード功労賞を受賞。
2013年3月2日、第7回声優アワードで森功至、大平透、岡本茉利と共に「シナジー賞（タツノコプロ50周年）」を受賞。
2024年7月12日に死去。88歳没。同年3月には知人のイベントに参加、4月と6月には山田栄子らとも対面をしていて元気な様子を見せていたが、野村によればここ数年闘病をしており、施設にも入っていたという。訃報は同年7月23日に81プロデュースにより発表された。同年7月27日放送分の『ドラえもん（テレビ朝日版第2期）』では番組の最後に小原が演じたのび太の映像と共に追悼のテロップが流れた。藤子・F・不二雄ミュージアムや水田わさびなども哀悼の意を表した。
2024年10月30日に「小原乃梨子 お別れの会」が開かれ、戸部敦夫が発起人代表を務めた。また、野村、水田、かかずゆみ、羽佐間道夫、水島裕らが参列した。冒頭では『ドラえもん』をはじめとする数作品の映像と同作のテーマソングが流れ、献花が行われた。
2025年1月21日に第48回日本アカデミー賞 会長特別賞を贈賞。

## 人物・エピソード
趣味・特技は美術、クラシック音楽、バレエ鑑賞、ボールルームダンス、フルート、ハープ、ゴルフ、バラ作り、読書、英会話。
ウィンナ・ワルツを好んで聴き、しばしばウィーンを訪れるほどである。NHKの『N響アワー』にゲスト出演したこともあり（1999年7月11日放送）、司会の池辺晋一郎とは『未来少年コナン』で共演（小原は主人公のコナンを演じ、池辺が音楽を手がけた）している。
「声優の仕事は体力と気力」とのことで、男の子役を演じるになってからは「筋力も大事だ」と思っていた。しかし多忙の時期には食事を抜くなど、ガス欠の状態で仕事をしていたため、目眩がしてフラフラしており、「しっかり食べなきゃ動けない」、「1日24時間しかない」という当たり前のことがわからず、ハードなペースで動いていたため、結局事務所や周囲の皆に迷惑をかけてしまったという。その後は栄養管理も含めてしっかり食事のことを考えるようになったが、2013年時点では「今日はたくさん仕事をしたから、早く寝なきゃ」と思い、家に帰っても、ビデオを見たり本を読んだりして寝不足になってしまうという。
好きな言葉は「人は女に生まれない、女になるのだ」。

### 特色
声種はメゾソプラノからアルト、ハスキー。
テレビドラマ出演の傍ら、洋画吹き替え、アニメなど声優としても活躍している。
演じる役柄は様々だが、声を変えようという明確な意識は無く、気持ちを変えるとその声になるという。プロデューサー、ディレクターからオファーのある役には「なぜ？」と疑問に思うものもあるが、自分の中にある何かを誰かが見つけたり、演じている自分自身に驚いたりと、演じることが楽しいという。映画版『クラッシャージョウ』では、クラッシャージョウチームの機関士リッキーを演じたが、原作者の高千穂遙から「『リッキーの声は小原さんしかいない』と指名があり、キャラクターを見せてもらったらリッキーが可愛いんです」とコメントしている。後のOVA版でもリッキーを演じている。
2005年まで26年にわたり担当した『ドラえもん（テレビ朝日版第1期）』の野比のび太役を筆頭に、少年役を得意とする声優の1人としてアニメ創成期より活躍。テレビアニメの最初の少年役は1966年の『ハリスの旋風』のメガネ役。弱っちい男の子のキャラクターを出すために「先輩～ッス」という言い方を考えたという。その後、「弱っちい男の子像」はのび太に繋がっていったが、逆に強い体力満々の役は苦手で貧血を起こすからかもしれないという。『海底少年マリン』、『未来少年コナン』など元気な男の子役の時は「大丈夫かな？」と思っていたが、いざ演じてみると楽しかったという。最初の頃は、男の子役はお手本がなかったため、「どうやったら男の子の声が出るかしら？」と色々試行錯誤していたという。一時期は喉を壊したこともあり、声のことを考えると辛かったという。変わったのは、『アルプスの少女ハイジ』でペーター役を演じていた時で、「無理に男の子の声を作るんじゃくて、男の子の感情や感覚をつかめばいいんだ」と気付いたという。自身の息子や、息子の周囲の子供達を見て参考にしていたという。そのような役作りをするようになってからは、アニメの仕事が大変面白くなったという。一方、『69年版ムーミン』での「おさびし山のガンマン」の無法者の女性親分や、『タイムボカンシリーズ』での三悪の女ボスなど、妙齢のコケティッシュな女性役もこなしている。
洋画吹き替えではブリジット・バルドー、シャーリー・マクレーン、ジェーン・フォンダ、ミレーヌ・ドモンジョ、クラウディア・カルディナーレ、アン・マーグレット、シルビア・クリステルなどを持ち役としている。
吹き替えが始まった頃から、出てくるなり「ハアハア」言うような色っぽい役が多かった。ロマンスやラブシーンも多く、吹き替え草創期のほとんどのヒロイン役を演じていたという。

### タイムボカンシリーズ
- 『タイムボカンシリーズ』の三悪の女ボス役は当初は初悪役に戸惑いもあったが、映画『可愛い悪魔』のブリジット・バルドーのような小悪魔的で男性を振り回すイメージで演じていたという[7]。
- 『タイムボカン』において、子分をなじる際のセリフ「スカポンタン!」は、台本にあった「バカ、ドジ、マヌケ」という言葉がきつ過ぎるため、小原がアドリブで「スカタン」と「アンポンタン」を足して作った造語である。後に小原は「お使いになるときはご一報ください（笑）なんでもオーケーしますので（笑）」と語る[48]。一方で、『Angel Love Online』出演時には、キャラクターの台詞に「スカポンタン」があったものの「『タイムボカン』シリーズの中の言葉として作ったものだから、ほかで使うのはちょっとマズい」との小原の考えから、最終的に別の台詞に差し替えたことを語っている[49]。
- ゲーム『ボカンですよ』収録時[50]には、共演した若手が「流石（さすが）」という漢字を読めなかったことから「ながれいしだね、りゅうせきだね、さすがだねぇ～」というアドリブも考案したことがある[48]。
- 2008年1月から放送が開始された『ヤッターマン』（第2作）の発表記者会見では他の若いキャストに混じって参加し、健在ぶりをアピールした。また、7月28日放送の第20話「崖っぷちのトールー!」では息子の戸部敦夫が作画監督を担当し、タイムボカンシリーズでは初めて本作品での「親子共演」が実現した。シリーズ以外では『超時空要塞マクロス』において小原はクローディア役で出演し、最終回で戸部敦夫が原画として参加している。
- 2009年公開の実写映画版にアニメ版トンズラー役のたてかべ和也、アニメ版総監督の笹川ひろしの3人で実写版ドロンボーが経営するインチキ寿司屋の客として顔出しでカメオ出演している。
- 2015年第一四半期に放送された『夜ノヤッターマン』では三悪側のキャストが総入れ替えされ、ドロンジョに当たる人物は喜多村英梨が演じたが、最終回では一言だけであるものの、先祖である本家ドロンジョ役として出演した。

### ドラえもん
- 『ドラえもん』（テレビ朝日版）（第2作1期）以前に放送されていた『ドラえもん（日本テレビ版）』では、のび太の母である野比玉子役を担当した経歴もある[47]。
- のび太役はオーディションで選ばれたのではなく、放送前のテスト収録したキャストがそのまま引き継ぐ形で役を演じることとなった。また、その初回収録にはテレビ朝日のお偉いさんが多数現場に集まったが、小原が風邪をひいていて声が出なかったために急遽延期になってしまったとのこと[51]。
- ドラえもん役の大山のぶ代、しずか役の野村道子とは仲が良く、三人で度々旅行に行っていた[52][53]。
- 『ドラえもん』（テレビ朝日版）では映画版『未来少年コナン』の収録中に生じた声帯の損傷[28][54]による二週間にわたる治療のため6話分だけ休んだことがある。その代役として丸山裕子がのび太の声を担当した。その後は色々なボイストレーナーについて死ぬほど発声の練習をしていたという[28]。
- のび太役を卒業する直前、2004年に『笑っていいとも!』のコーナー「あなたの知ってるようで知らない世界」にゲストとして出演。この中で小原は、「『のび太の結婚前夜』での大人になったのび太役は大変だった」と語っている。『いいとも!』出演は2度目であり、1993年にも「ザックリいきまショー」のコーナーにゲストとして1度出演している。
- 『ドラえもん のび太とふしぎ風使い』のアフレコで、この作品に登場するフー子が消滅するシーンのアフレコで、当時小原が長年飼っていた猫が生死をさまよっており、その猫をフー子に重ねてみて号泣したと言う。結局この作品の初日舞台挨拶の後、息を引き取った。本人は『のび太の恐竜』とともに印象深い作品と述べている[55]。
- ドラえもん映画35周年を記念して行われた『ドラえもん映画祭2015』では、2015年2月14日に行われた映画上映後のキャストによるトークショーにサプライズゲストとして登壇。大山のぶ代からの手紙を代読したほか、ドラえもん映画の思い出について「巖金四郎に出演してもらった時は感動した」というエピソードを語った。また、藤子・F・不二雄から「のび太のモデルが運動が苦手な作者自身で、そんなのび太や仲間が映画の大きな画面で活躍するのが夢だった」と予てから聞いていており、それが叶った『のび太の恐竜』を思い入れのあるシリーズ作品として挙げていた。そして、キャスト変更から10年目の節目だったことから、「変更直後は批判もあったであろうが、10年続けば本物と言われる。本物でしたね」と同じく登壇していた水田わさびと大原めぐみにエールを送っていた[56]。

## 出演
太字はメインキャラクター。

### テレビアニメ
1964年
- 狼少年ケン

1965年
- W3

1966年
- ハリスの旋風（メガネ）

1967年
- 魔法使いサリー（神奈川健）
- 悟空の大冒険（ミミ）

1968年
- ゲゲゲの鬼太郎（第1作）

1969年
- アタックNo.1（キャシー）
- 海底少年マリン（マリン）
- 忍風カムイ外伝（三太）
- ハクション大魔王（橘るみ子）
- ムーミン

1971年
- 国松さまのお通りだい（メガネ）
- ゲゲゲの鬼太郎（第2作）（1971年 - 1972年）
- 天才バカボン
- ふしぎなメルモ（女将校、マル子）

1972年
- ど根性ガエル（1972年 - 1974年、母ちゃん）
- ハゼドン（ター坊）
- マジンガーZ

1973年
- ゼロテスター（ヒロシ）
- ドラえもん（1973年版）（野比玉子）
- バビル2世
- 冒険コロボックル（ラブラブ）
- ワンサくん（ワンサ）

1974年
- アルプスの少女ハイジ（ペーター）

1975年
- アラビアンナイト シンドバットの冒険（1975年 - 1976年、シンドバット）
- タイムボカン（1975年 - 1976年、マージョ、シンドバット）
- ラ・セーヌの星（カトリーヌ夫人）

1976年
- 大空魔竜ガイキング（エリカ）
- 母をたずねて三千里（コンチエッタ）
- マシンハヤブサ（ミー・ウェルズ）
- リトル・ルルとちっちゃい仲間（ウィルバー、マミィ）

1977年
- 家なき子（マチヤ）
- 一発貫太くん（正吾、ボブ・ケント）
- 超電磁マシーン ボルテスV（1977年 - 1978年、剛日吉、リー・カザリーン）
- バーバパパ（1977年）（1977年 - 1978年、バーバママ、女性キャラクター、ナレーター）
- 風船少女テンプルちゃん（サミー）
- ヤッターマン（1977年 - 1979年、ドロンジョ）
- UFOロボ グレンダイザー（ルビーナ王女）

1978年
- 宇宙海賊キャプテンハーロック（1978年 - 1979年、ミーメ）
- 宇宙戦艦ヤマト2（1978年 - 1979年、サーベラー）
- SF西遊記スタージンガー（1978年 - 1979年、バララン、ベラミス）
- 未来少年コナン（コナン）
- 無敵鋼人ダイターン3（ジーラ）
- ルパン三世 (TV第2シリーズ)（1978年 - 1979年）

1979年
- アニメーション紀行 マルコ・ポーロの冒険（少年、ラジャの息子）
- 銀河鉄道999（泥のメーテル）
- ザ☆ウルトラマン（タカシ）
- ゼンダマン（1979年 - 1980年、ムージョ）
- ドラえもん（1979年版）（1979年 - 2005年、野比のび太、ノビスケ、のび太の孫）

1980年
- 宇宙大帝ゴッドシグマ（1980年 - 1981年、春日翔太、テラル総司令）
- タイムパトロール隊オタスケマン（1980年 - 1981年、アターシャ）
- 鉄腕アトム (アニメ第2作)（ラグ）

1981年
- うる星やつら（1981年 - 1986年、おユキ）
- 名犬ジョリィ（1981年 - 1982年、セバスチャン）
- ヤットデタマン（1981年 - 1982年、ミレンジョ、ドレミファおたまA、ドロンジョ）

1982年
- 逆転イッパツマン（1982年 - 1983年、ムンムン）
- 孫悟空シルクロードをとぶ!!（羅刹女）
- 太陽の子エステバン（ロカ）
- ダッシュ勝平（マリリン）
- 超時空要塞マクロス（1982年 - 1983年、クローディア・ラサール、ナレーター）
- 手塚治虫のドン・ドラキュラ（顧問）
- ときめきトゥナイト（江藤椎羅）

1983年
- イタダキマン（ヤンヤン、暗い天使）
- 機甲創世記モスピーダ（レフレス）

1984年
- キャッツ♥アイ（結城玉青）

1985年
- 超力ロボ ガラット（コウネッツ）

1987年
- ドテラマン（鈴木ミサオ）

1989年
- 笑ゥせぇるすまん（女将）

1990年
- 昆虫物語 みなしごハッチ（ノココ）

1991年
- それいけ!アンパンマン（1991年 - 2019年、ナンドバット〈初代〉、氷の女王〈2代目〉、黒バラ女王〈初代〉）

1992年
- サラダ十勇士トマトマン（クイーンバタフライ）

1998年
- Bビーダマン爆外伝（ダークバアヤ）

1999年
- 紀末伝説ワンダフルタツノコランド -円盤星人UBO-（ドロンジョ、ムージョ）

2000年
- タイムボカン2000 怪盗きらめきマン（ルージュ、ドロンジョ、マージョ）

2003年
- こちら葛飾区亀有公園前派出所（サクラ）

2006年
- 雪の女王（風使い）

2008年
- ヤッターマン（2008年版）（2008年 - 2009年、ドロンジョ）

2011年
- 日常（ナレーション）

2015年
- 夜ノヤッターマン（ドロンジョ）

### 劇場アニメ
1968年
- 太陽の王子 ホルスの大冒険（チロ）

1971年
- ヤスジのポルノラマ やっちまえ!!（隣人の痴女 / 浅丘ルリ子）

1975年
- 宇宙円盤大戦争（テロンナ）

1978年
- 宇宙海賊キャプテンハーロック アルカディア号の謎（ミーメ）
- 世界名作童話 おやゆび姫（王子様）

1979年
- 銀河鉄道999(The Galaxy Express 999)（リューズ）
- 未来少年コナン（コナン）

1980年
- 家なき子（マチヤ）
- サイボーグ009 超銀河伝説（サバ）
- ゼンダマン ピラミッドの謎の箱だよ!ゼンダマン（ムージョ）
- ドラえもん のび太の恐竜（のび太）
- まことちゃん（ママ）

1981年
- さよなら銀河鉄道999 アンドロメダ終着駅（ミーメ）
- タイムパトロール隊オタスケマン アターシャの結婚披露宴!?（マージョ、ドロンジョ、ムージョ、アターシャ）
- ドラえもん のび太の宇宙開拓史（のび太）
- ドラえもん ぼく、桃太郎のなんなのさ（のび太）

1982年
- ドラえもん のび太の大魔境（のび太）

1983年
- うる星やつら オンリー・ユー（おユキ）
- クラッシャージョウ（リッキー）
- ドラえもん のび太の海底鬼岩城（のび太）

1984年
- 超時空要塞マクロス 愛・おぼえていますか（クローディア・ラサール）
- ドラえもん のび太の魔界大冒険（のび太）
- 未来少年コナン 巨大機ギガントの復活（コナン）

1985年
- うる星やつら3 リメンバー・マイ・ラブ（おユキ）
- ドラえもん のび太の宇宙小戦争（のび太）

1986年
- ドラえもん のび太と鉄人兵団（のび太）

1987年
- ドラえもん のび太と竜の騎士（のび太）

1988年
- うる星やつら 完結篇（おユキ）
- ドラえもん のび太のパラレル西遊記（のび太）

1989年
- ドラえもん のび太の日本誕生（のび太）
- ドラミちゃん ミニドラSOS!!!（のびスケ）

1990年
- ドラえもん のび太とアニマル惑星（のび太）

1991年
- うる星やつら いつだってマイ・ダーリン（おユキ）
- ドラえもん のび太のドラビアンナイト（のび太）
- ドラミちゃん アララ♥少年山賊団!（のび平）

1992年
- ドラえもん のび太と雲の王国（のび太）

1993年
- ドラえもん のび太とブリキの迷宮（のび太）

1994年
- ドラえもん のび太と夢幻三剣士（のび太）

1995年
- ドラえもん のび太の創世日記（のび太）

1996年
- ドラえもん のび太と銀河超特急（のび太）

1997年
- ドラえもん のび太のねじ巻き都市冒険記（のび太）

1998年
- ドラえもん のび太の南海大冒険（のび太）
- 帰ってきたドラえもん（のび太）

1999年
- ドラえもん のび太の宇宙漂流記（のび太）
- のび太の結婚前夜（のび太）

2000年
- ドラえもん のび太の太陽王伝説（のび太）
- おばあちゃんの思い出（のび太）

2001年
- ドラえもん のび太と翼の勇者たち（のび太）
- がんばれ!ジャイアン!!（のび太）

2002年
- ドラえもん のび太とロボット王国（のび太）
- ぼくの生まれた日（のび太）

2003年
- ドラえもん のび太とふしぎ風使い（のび太）

2004年
- ドラえもん のび太のワンニャン時空伝（のび太）

2008年
- それいけ!アンパンマン 妖精リンリンのひみつ（氷の女王）

2009年
- 劇場版 ヤッターマン 新ヤッターメカ大集合! オモチャの国で大決戦だコロン!（ドロンジョ）

### OVA
1978年
- ドラえもん 勉強べやのつりぼり（のび太）

1986年
- 超時空ロマネスク SAMY MISSING・99（メルヘン世界の魔女）

1987年
- うる星やつら 夢の仕掛人 因幡くん登場! ラムの未来はどうなるっちゃ!?（おユキ）
- 風と木の詩 SANCTUS -聖なるかな-（セルジュ）
- かってにシロクマ（お母さん）

1988年
- うる星やつら 怒れシャーベット（おユキ）
- 敵は海賊〜猫たちの饗宴〜（カーリー・ドゥルガー）

1989年
- クラッシャージョウ 氷結監獄の罠（リッキー）
- クラッシャージョウ 最終兵器アッシュ（リッキー）

1990年
- 戦国武将列伝 爆風童子ヒッサツマン（ビージョ）

1993年
- タイムボカン王道復古（1993年 - 1994年、マージョ、ドロンジョ、ムージョ、アターシャ、ミレンジョ、ムンムン、ヤンヤン）

1994年
- ドラえもん のび太と未来ノート（のび太）

2010年
- うる星やつら ザ・障害物水泳大会（おユキ）

### 吹き替え

#### 担当女優
アン＝マーグレット
- 駅馬車（1970年、ダラス）※TBS版
- マドリードで乾杯（1972年、フラン・ホブソン）※TBS版
- スインガー（1975年、ケリー・オリスン）※日本テレビ版
- 愛の狩人（1981年、ボビー）※LD版
- ラスベガス万才（不明、ラスティー・マーティン）

ヴァレリー・ペリン
- スーパーマン・シリーズ（イヴ・テッシュマッカー）
  - スーパーマン（1983年）※テレビ朝日版
  - スーパーマンII（1984年）※テレビ朝日版

ウルスラ・アンドレス
- アカプルコの海（1973年、マルガリータ・ドーフィン）※日本テレビ版
- レッド・サン（1975年、クリスチーナ）※TBS版
- サファリ特急（1977年、ミリアム）※日本テレビ版

エルケ・ソマー
- 暗闇でドッキリ（1970年、マリア・ガンブレリ）※NET版
- おフロの女王さま（1972年、ディディ）※TBS版

カトリーヌ・ドヌーヴ
- うず潮（1978年、ネリー）※TBS版
- フェアリー・テイル（1997年、マリアンヌ）※ソフト版

キャロリン・ジョーンズ
- アダムス・ファミリー（1968年 - 1969年、モーティシア・アダムス）※東京12ch版
- アダムス・ファミリー オリジナル版（1992年、モーティシア・アダムス）※ソフト版
- アダムス・ファミリー（1992年、モーティシア・アダムス）※ソフト版

クラウディア・カルディナーレ
- 目かくし（1969年、ビッキー・ビンセンティ）※TBS版
- 山猫（1971年、アンジェリカ）※NET版
- アフリカ大空輸（1972年、エレナ）※TBS版
- 名誉と栄光のためでなく（1972年、アイシャ）※日本テレビ版
- ピンクの豹（1973年、ダーラ王女）※NET版
- サンタモニカの週末（1973年、ローラ）※東京12ch版
- ラ・スクムーン（1975年、ジョルジア）※日本テレビ版
- 太陽の200万ドル（1975年、ポプシー・ポップ）※日本テレビ版
- SOS北極... 赤いテント（1977年、ヴァレリア看護師）※テレビ朝日版
- アフリカ大空輸（1979年、エレナ）※テレビ朝日版
- ウエスタン（1979年、ジル・マクベイン）※日本テレビ版
- プロフェッショナル（1980年、マリア・グラント）※テレビ朝日版
- ウエスタン（1982年、ジル・マクベイン）※テレビ朝日版
- 家族の肖像（1987年、教授の妻）※日本テレビ版
- ウエスタン（2003年、ジル・マクベイン）※ソフト版

サラ・マイルズ
- ライアンの娘（1982年、ロージー・ライアン）※日本テレビ版
- キャット・ダンシング（1984年、キャサリン・クロッカー）※テレビ朝日版

ジェーン・フォンダ
- ニューヨークの休日（1972年、アイリーン・テイラー）※NET版
- キャット・バルー（1972年、キャット・バルー）※NET版
- 獲物の分け前（1973年、ルネ）※日本テレビ版
- 荒野を歩け（1973年、キティ・ツイスト）※NET版
- バーバレラ（1974年、バーバレラ）※東京12ch版
- コールガール（1977年、ブリー・ダニエルズ）※NET版
- ひとりぼっちの青春（1978年、グロリア）※テレビ朝日版
- 裸足で散歩（1979年、コリー・ブラッター）※テレビ朝日版
- ジュリア（1981年、リリアン・ヘルマン）※LD版
- 9時から5時まで（1984年、ジュディ・バーンリー）※テレビ東京版
- 黄昏（1984年、チェルシー・セアー・ウェイン）※フジテレビ版
- チャイナ・シンドローム（1985年、キンバリー・ウェルズ）※日本テレビ版
- 出逢い（1985年、ハリー・マーティン）※テレビ朝日版
- コールガール（1988年、ブリー・ダニエルズ）※TBS版
- 私が愛したグリンゴ（1990年、ハリエット・ウィンズロー）※ソフト版
- 帰郷（不明、サリー）

ジャネット・リー
- 影なき狙撃者（1969年、ユジェニー・ローズ）※NET版
- 動く標的（1973年、スーザン・ハーパー）※NET版

シャーリー・マクレーン
- 何という行き方!（1971年、ルイザ）※NET版
- 八十日間世界一周（1972年、アウダ姫）※NET版
- あなただけ今晩は（1972年、イルマ）※NET版
- カンカン（1972年、シモーヌ・ピスタシュ）※NET版
- 黄色いロールス・ロイス（1972年、メイ・ジェンキンス）※NET版
- 画家とモデル（1974年、ベシー）※東京12ch版
- 走り来る人々（1976年、ジニー）※TBS版
- 愛と喝采の日々（1980年、ディーディー）※TBS版
- チャンス（1982年、エヴァ・ランド）※テレビ朝日版
- あなただけ今晩は（1983年、イルマ）※TBS版
- キャノンボール2（1986年、ヴェロニカ）※テレビ朝日版
- ハリーの災難（1986年、ジェニファー・ロジャース）※テレビ朝日版
- 愛と喝采の日々（1987年、ディーディー）※LD版
- 迷子の大人たち（1993年、パール）※ソフト版

ジョーン・コリンズ
- ダンディ2 華麗な冒険
  - 第17話『殺しの記念写真』（1975年、シド）※NET版

- マネー・チェンジャース/銀行王国（1978年、アヴリル・デヴェロー）※NHK版

ジーン・シモンズ
- 芝生は緑（1969年、ハティ）※NET版
- エルマー・ガントリー/魅せられた男（1971年、シスター・シャロン）※NET版

スザンナ・ヨーク
- ピラミッド（1983年、ジェーン・ターナー）※TBS版
- サイレント・パートナー（1983年、ジュリー・カーヴァー）※フジテレビ版

ステラ・スティーヴンス
- 砂漠の流れ者/ケーブル・ホーグのバラード（1976年、ヒルディ）※NET版
- ポセイドン・アドベンチャー（1976年、リンダ・ロゴ）※TBS版
- ポセイドン・アドベンチャー（1983年、リンダ・ロゴ）※日本テレビ版
- ジェシカおばさんの事件簿 ※NHK版
  - 第22話『天罰は雷雨の夜に』（1988年、サリー・メスティン）

ソフィー・ドーミエ
- さいはての用心棒（1971年、コニー）※NET版
- さいはての用心棒（1975年、コニー）※TBS版

ダイアン・キートン
- スリーパー（1980年、ルナ）※TBS版
- アニー・ホール（1981年、アニー・ホール）※TBS版

ナタリー・ドロン
- タンカー・ジャック（1979年、カリーン）※日本テレビ版
- 八点鐘が鳴るとき（1979年、シャルロット）※テレビ朝日版

ファラ・フォーセット
- サンバーン（1980年、エリー・モーガン）※フジテレビ版
- キャノンボール（1987年、パメラ・グローヴァー）※テレビ朝日版

ブリジット・バルドー
- 可愛い悪魔（1969年、イヴェット・モーデ）※NET版
- 私生活（1969年、ジル）※NET版
- 戦士の休息（1970年、ジュヌビエーブ）
- バベット戦争へ行く（1973年、バベット）※NET版
- シャラコ（1973年、イリナ・ラザール）※フジテレビ版
- 華麗なる対決（1974年、ルイーズ）※フジテレビ版
- ラムの大通り（1977年、リンダ）※NET版

ベティ・ハットン
- 地上最大のショウ（1970年、ホリー）※東京12ch版
- 地上最大のショウ（1973年、ホリー）※TBS版

マーシャ・メイソン
- オードリー・ローズ（1981年、ジャニス・テンプルトン）※TBS版
- グッバイガール（1982年、ポーラ・マクファーデン）※TBS版
- 名探偵再登場（1982年、ジョージア・マークル）※TBS版

ミレーヌ・ドモンジョ
- お嬢さん、お手やわらかに!（1971年、サビーヌ）※フジテレビ版
- リオの嵐（1973年、アナ＝マリー）※TBS版
- ファントマ ミサイル作戦（1974年、エレーヌ）※TBS版
- ファントマ 危機脱出（1976年、エレーヌ）※TBS新録版

ライザ・ミネリ
- ラッキー・レディ（1980年、クレア）※東京12ch版
- ニューヨーク・ニューヨーク（1982年、フランシーヌ・エヴァンス）※TBS版

ラクエル・ウェルチ
- カンザスシティの爆弾娘（1975年、KC・カー）※フジテレビ版
- 女ガンマン 皆殺しのメロディ（1976年、ハニー・コルダー）※NET版

レスリー・パーリッシュ
- 0011ナポレオン・ソロ ※日本テレビ版
  - 第95話『凶弾相討つ』（1969年、レスリー・ウェリング）

- 宇宙大作戦  ※フジテレビ版
  - 第31話『神との対決』（1972年、キャロリン・パラマス中尉）

#### 映画
時期不明
- 暗黒街の帝王レッグス・ダイヤモンド（アリス・スコット〈カレン・スティール〉）
- いのちの紐（インガ〈アン・バンクロフト〉）
- カリフォルニア万才（ダイアナ〈ダイアン・マクベイン〉）
- 華麗なるダイヤモンド強奪（フランソワーズ〈リアナ・オルフェ〉）
- クィーン・コング（ルース・ハビット〈ルーラ・レンスカ〉）
- 原子怪獣現わる（リー・ハンター〈ポーラ・レイモンド〉）
- 最前線 帰らざる決死隊（エリカ〈エリカ・ウォルナー〉）
- ハイ・シェラ（マリー・ガーソン〈アイダ・ルピノ〉）
- 無頼プロフェッショナル（アリシア〈ジーナ・ロロブリジータ〉）
- 骨までしゃぶれ（カトリーヌ〈エステラ・ブラン〉）
- ミニミニ大作戦（ローナ〈マーガレット・ブライ〉）※機内上映版
- 龍拳（サンタイ夫人〈オーヤン・シャーフェイ〉） ※日本ビデオ映像版
- 夕暮れにベルが鳴る（トレーシー〈コリーン・デューハースト〉）

1964年
- ミイラ再生（ヘレン〈ジータ・ジョハン〉）※NET版

1966年
- 私は死にたくない（ペグ〈ヴァージニア・ヴィンセント〉）※NET版
- 見知らぬ乗客（ミリアム〈ケイシー・ロジャース〉）※NET版

1967年
- 左きゝの拳銃（セルサ〈リタ・ミラン〉）※NET版
- 追憶（ドリー・エヴァンス〈カーラ・ウィリアムズ〉）※NET版
- マーティ（ヴァージニア〈カレン・スティール〉）※NET版
- 三つ数えろ（カルメン・スターンウッド〈マーサ・ヴィッカーズ〉）※NET版
- 冒険（ヘレン〈ジョーン・ブロンデル〉）※NET版
- 赤い風車（ジャンヌ・アヴリル〈ザ・ザ・ガボール〉）※フジテレビ版

1968年
- 恐怖の岬 ※NET版
- 大平原（モリー・モナハン〈バーバラ・スタンウィック〉）※NET版
- 吸血狼男（クリスティナ・フェルナンド〈キャサリン・フェラー〉）※NET版
- 夜の道（ヴァーナ・キンボール〈エレイン・スチュワート〉）※NET版

1969年
- 南部の反逆者（アマンサ・スター〈イヴォンヌ・デ・カーロ〉）※東京12ch版
- 七年目の浮気（ミス・モリス〈マルグリット・チャップマン〉）※NET版
- 破局（レオナ・チャールズ〈パトリシア・ニール〉）※NHK版

1970年
- 巌窟王（メルせード〈イヴォンヌ・フルノー〉）※NET版
- ちょっとご主人貸して（ジャネット〈ロミー・シュナイダー〉）※NET版
- フランケンシュタイン 死美人の復讐（クリスティーナ〈スーザン・デンバーグ〉）※NET版
- 恋人よ帰れ（レベル・デービス〈エディ・アダムス〉）※TBS版

1971年
- ザ・スパイ（フリーダ・ホフマン〈マーシャ・メリル〉）※NET版
- 南から来た用心棒（ジェーン〈コリンヌ・マルシャン〉）※NET版
- 抱擁（マーサ・スチュアート〈ミッツィ・ゲイナー〉）※東京12ch版
- 過去ある喝采（ニッキー・コバックス〈ダイナ・メリル〉）※フジテレビ版
- ヘルプ!4人はアイドル（アーメ〈エレノア・ブロン〉）※NET版

1972年
- カラマゾフの兄弟（グルシェンカ〈マリア・シェル〉）※東京12ch版
- 若草物語（ジョー〈ジューン・アリソン〉）※東京12ch版
- 007/カジノ・ロワイヤル（マネーペニー〈バルバラ・ブーシェ〉）※日本テレビ版
- ブラボー砦の脱出（カーラ・フォレスター〈エリノア・パーカー〉）※NET版
- 地下室のメロディー（ブリジット〈カルラ・マルリエ〉）※東京12ch版

1973年
- 襲われた幌馬車（ヴァリンダ・ノーマンド〈ステファニー・グリフィン〉）※フジテレビ版
- ビーチレッド戦記（ジュリア〈ジーン・ウォーレス 〉）※NET版
- サイレンサー/殺人部隊（ココ〈カミラ・スパーヴ〉）※日本テレビ版
- マリアンの友だち（ステラ〈ポーラ・プレンティス〉）※NET版

1974年
- トパーズ（ニコール・デベロウ〈ダニー・ロバン〉）※フジテレビ版
- 復讐の用心棒（メリー〈ルチア・モドゥーニョ〉）※TBS版
- エル・ドラド（モーディ〈シャーリーン・ホルト〉）※日本テレビ版
- グレートレース（マギー・デュボア〈ナタリー・ウッド〉）※NET版
- 潜航決戦隊（ジーン・ヒューリット〈アン・バクスター〉）※フジテレビ版
- かわいい女（ドロレス・ゴンザレス〈リタ・モレノ〉）※フジテレビ版
- まぼろしの市街戦（エグランティーヌ婦人〈ミシュリーヌ・プレール〉）※NET版

1975年
- イスタンブール特急（ミラ・ダーヴォス〈センタ・バーガー〉）※フジテレビ版

1976年
- リオの男（アニェス・ヴィレルモーザ〈フランソワーズ・ドルレアック〉）※TBS版
- 雨の訪問者（ニコール〈ジル・アイアランド〉）※日本テレビ版
- 人間狩り（マーラ・ボコック〈サンドラ・ディー〉）※NET版
- ビッグ・ガン（サンドラ〈カルラ・グラヴィーナ〉）※NET版

1977年
- 真昼の衝動（モニカ〈マーサ・ハイヤー〉）※テレビ朝日版

1978年
- 華麗なる大泥棒（レナ〈ダイアン・キャノン〉）※日本テレビ版
- 刑事マディガン（ジュリア・マディガン〈インガー・スティーヴンス〉）※テレビ朝日版

1979年
- ハロー・ドーリー!（ドーリー・リーヴァイ〈バーブラ・ストライサンド〉）※TBS版
- スタークラッシュ（ステラ・スター〈キャロライン・マンロー〉）※TBS版
- 大陸横断超特急（ヒリー・バーンズ〈ジル・クレイバーグ〉）※日本テレビ版

1980年
- テキサス魂（ジェニー〈シャーリー・ジョーンズ〉）※テレビ朝日版
- 流されて…（ラファエラ・パヴォーネ・ランツェッティ〈マリアンジェラ・メラート〉）※東京12ch版
- 激突!!燃える大彗星（シャロン・アレン〈エリザベス・アシュレイ〉） ※テレビ朝日版
- ファミリー・プロット（ブランチ・タイラー〈バーバラ・ハリス〉）※TBS版
- ベルサイユのばら（マリー・アントワネット〈クリスティーナ・ボーム〉）※日本テレビ版

1981年
- M★A★S★H マッシュ（ホットリップス〈サリー・ケラーマン〉）※LD版
- アトランティス 7つの海底都市（アトシル〈シド・チャリシー〉）※テレビ朝日版
- 地球に落ちて来た男（メリー・ルー〈キャンディ・クラーク〉）※テレビ東京版

1982年
- エアポート'77/バミューダからの脱出（カレン・ウォレス〈リー・グラント〉）※日本テレビ版
- 未知との遭遇（ジリアン・ガイラー〈メリンダ・ディロン〉）※テレビ朝日版
- 黄金の七人（ジョルジャ〈ロッサナ・ポデスタ〉）※テレビ東京版

1983年
- 大列車強盗（ミリアム〈レスリー＝アン・ダウン〉）※TBS版
- 007/私を愛したスパイ（アニヤ・アマソワ〈バーバラ・バック〉）※TBS版
- クリスタル殺人事件（ローラ・ブルースター〈キム・ノヴァク〉）※TBS版
- 天国から来たチャンピオン（ジュリア・ファーンズワース〈ダイアン・キャノン〉）※テレビ朝日版

1984年
- キャノンボール（ジル・リバーズ〈タラ・バックマン〉）※フジテレビ版
- 007 ムーンレイカー（ホリー・グッドヘッド〈ロイス・チャイルズ〉）※TBS版
- ペーパー・ムーン（トリクシー・デライト〈マデリーン・カーン〉）※TBS版
- プリティ・ベビー（ハティ〈スーザン・サランドン〉）※テレビ朝日版

1985年
- 地中海殺人事件（アリーナ・マーシャル〈ダイアナ・リグ〉）※TBS版
- 愛と哀しみのボレロ（スーザン / サラ・グレン〈ジェラルディン・チャップリン〉）※フジテレビ版

1986年
- グリース2（メイソン先生〈コニー・スティーヴンス〉）※フジテレビ版
- エマニュエル（シルビア〈シルビア・クリステル〉）※フジテレビ版

1987年
- 家族の肖像（教授の母〈ドミニク・サンダ〉）※日本テレビ版
- ピンク・パンサー2（クローディーヌ〈カトリーヌ・シェル〉）※LD版

1988年
- ロング・ライダーズ（ベル・スター〈パメラ・リード〉）※テレビ朝日版

1991年
- 旅する女/シャーリー・バレンタイン（シャーリー・バレンタイン〈ポーリーン・コリンズ〉）※ソフト版

1998年
- フラバー（ウィーボの声〈ジョディ・ベンソン〉）※ソフト版

1999年
- アダムス・ファミリー サン 再結集（モーティシア・アダムス〈ダリル・ハンナ〉）※ソフト版

2002年
- ベイブ/都会へ行く（ランドレディ〈メアリー・ステイン〉）※日本テレビ版

2014年
- 武器人間（サシャ〈ルーク・ニューベリー〉）

#### ドラマ
放送時期不明
- 奥さまは魔女（秘書〈第139話〉、ロジャー〈第187話〉）
- 刑事スタスキー&ハッチ 第6話
- ジェシカおばさんの事件簿 第4話
- サブリナ（アルマ）
- 0011ナポレオン・ソロ（ミミ〈第27話〉、バーバラ〈第39話〉、アンディ〈第48話〉、ニーナ〈第66話〉）
- 弁護士ペリー・メイスン
  - 「毒殺への挑戦」
  - 「呪われた幽鬼」
  - 「甘いステージの罠」

- ミステリーゾーン ※TBS版
  - 第6話「殺してごめんなさい」（トーキー・ティナ）
  - 第7話「洞窟の予言者」（女〈ナタリー・マスターズ〉）
  - 第27話「人形はささやく」（サラ〈スーザン・クピード〉

1957年
- ソニー号空飛ぶ冒険（1957年 − 1959年、ヘレン・カーター〈ナンシー・ヘイル〉）※KRT版

1961年
- ひとすじの道  ※NHK版
  - 第17話『チャンピオンは消えず』（ティム〈リチャード・アィアー〉）

1965年
- 0011ナポレオン・ソロ（ジャルベーズ・ラヴェル〈アン・フランシス〉）※日本テレビ版

1966年
- 奥さまは魔女（1966年 − 1968年、シーラ・ソマーズ〈ナンシー・コヴァック〉）※TBS版
- ギリガン君SOS（1966年 − 1967年、ジンジャー・グラント〈ティナ・ルイーズ〉）※日本テレビ版

1967年
- 0011ナポレオン・ソロ  ※日本テレビ版
  - 第81話『スラッシュ・ママ』（マージ〈ボビー・ジョーダン〉）

- 逃亡者 ※TBS版
  - 第117話『夜は壁の中に』（ウィリー〈シェリー・ノース〉〉）

1968年
- それ行けスマート（1968年 − 1969年、99号〈バーバラ・フェルドン〉）※東京12ch版

1970年
- 謎の円盤UFO（1970年 − 1971年、ヴァージニア・レイク大佐〈ワンダ・ヴェンサム〉）※日本テレビ版

1971年
- 花のスチュワーデス（ミリー・グローヴァー〈ミリセント・マーティン〉）※日本テレビ版

1972年
- 奧さまは魔女  ※NET版
  - 第229話『いとしの妻よ いずこ』（マルヴィナ〈アーレン・マーテル〉）

- パートリッジ・ファミリー（ダニー・パートリッジ〈ダニー・ボナデュース〉）※東京12ch版
- プロテクター電光石火 ※日本テレビ版
  - 第9話『西半球犯罪組織壊滅』

1973年
- プロテクター電光石火 ※日本テレビ版
  - 第23話『ギャング団大混戦』
  - 第24話『たかが子犬一匹で』（リンダ・マッコール〈リンダ・スターブ〉）

1974年
- 宇宙大作戦 ※フジテレビ版
  - 第68話『トロイアスの王女エラン』（エラン〈フランス・ニュイエン〉）

1977年
- チャーリーズ・エンジェル  ※日本テレビ版
  - 第13話『狙撃!午後一時の終局』（ジャニーヌ・マンシャン〈フィリス・エイヴリー〉）

- 地上最強の美女バイオニック・ジェミー ※日本テレビ版
  - 第21話『ナッシュビルに愛をこめて』（タミー・ダルトン〈フィオヌラ・フラナガン〉）

1978年
- チャーリーズ・エンジェル  ※日本テレビ版
  - 第34話『転落!呪いのスタジオ』（エレン・ジェイソン〈シャニ・ウォリス〉）

1982年
- アメリカン・ヒーロー（ローズ〈E・J・ピーカー〉）

1984年
- フェーム/青春の旅立ち
  - 第10話『ひとりとみんな』（メリンダ・マクニール〈グウェン・ヴァードン〉）※TBS版

1985年
- ナイトライダー  ※テレビ朝日版
  - 第40話『殺人ミサイル壊滅作戦』（ジョアンナ・セント・ジョン〈ジョアンナ・ペティット〉）

1986年
- 特捜刑事マイアミ・バイス  ※テレビ東京版
  - 第8話『ボートレースに隠された麻薬密輸ルート』（ヴァネッサ〈マリア・マクドナルド〉）

1987年
- 特捜刑事マイアミ・バイス  ※テレビ東京版
  - 第34話『真夏のセクシーレディ!灼けた肌にひそむ魔性の罠!!』（キャリー・バセット〈アリエル・ドンバール〉）

1990年
- 名探偵ポワロ ※NHK版
  - 第12話『ベールをかけた女』（レディー・ミリセント〈フランシス・バーバー〉）

1997年
- 愉快なシーバー家 ※NHK版
  - 第16話『ロックでフィーバー！』（ジューン・ヒンクリー〈アネット・ファニセロ〉）

2010年
- ローハイド ※ソフト版
  - 第209話『女牧場主』（キャシー・ウェブスター〈ナンシー・ゲッツ〉）

#### アニメ
1962年
- 原始家族フリントストーン（ウィルマ〈2代目〉 〈ジャン・ヴァンデ・ピル〉）

1970年
- チキチキマシン猛レース（ミルクちゃん 〈ジャネット・ワルドー〉）

1971年
- ドラドラ子猫とチャカチャカ娘（メロディ / ヴァレリー・ブラウン〈バーバラ・パトリオット〉）※NET版

1980年
- ドラゴン水滸伝（妃）

1991年
- 西遊記 孫悟空対白骨婦人（白骨婦人〈洪融〉）※NHK版

1996年
- ビアンカの大冒険 ゴールデン・イーグルを救え!（ビアンカ〈エヴァ・ガボール〉）

1998年
- ウォレスとグルミット 危機一髪!（ウェンドレン〈アン・リード〉）※NHK版

2000年
- ビアンカの大冒険（ビアンカ〈エヴァ・ガボール〉）

#### 人形劇
1981年
- マペット・ショー※テレビ朝日版
  - 第40話『ジャズって最高!』（本人〈クレオ・レーン〉）

1992年
- サンダーバード 劇場版（ペネロープ・クレイトン・ワード〈シルヴィア・アンダーソン〉）※ソフト版
- サンダーバード6号（ペネロープ・クレイトン・ワード〈シルヴィア・アンダーソン〉）※ソフト版

### ゲーム
1990年
- うる星やつら STAY WITH YOU（おユキ）

1992年
- ドラえもん のび太のドラビアンナイト（SUPER CD-ROM2版）（のび太）
- 未来少年コナン（1992年 - 2011年、コナン） - 2作品

1994年
- チキチキマシン猛レース（ミルクちゃん）
- ガンバード（ルージュ）
- ドラえもん3 のび太と時の宝玉（野比のび太）

1995年
- ドラえもん4 のび太と月の王国（のび太）
- ドラえもん 友情伝説ザ・ドラえもんズ（のび太）

1996年
- 実況おしゃべりパロディウス 〜forever with me〜（2P側の実況）
- 新スーパーロボット大戦（剛日吉、エリカ）
- ドラえもん のび太と復活の星（のび太）
- ボカンと一発!ドロンボー（ドロンジョ）

1997年
- ドラえもん2 SOS!おとぎの国（のび太）
- ドラえもん のび太と3つの精霊石
- ボカンと一発!ドロンボー 完璧版（ドロンジョ）

1998年
- ガンバード2（シャーク）
- ドラえもん2 のび太と光の神殿
- ボカンですよ（ドロンジョ）

2000年
- ドラえもん3 のび太の町SOS!（のび太、ノビル、バグルていおう）
- ドラえもん3 魔界のダンジョン（のび太）
- スーパーロボット大戦α（剛日吉、クローディア・ラサール）
- ボカン伝説 ブタもおだてりゃドロンボー（ドロンジョ）

2001年
- キッズステーション ドラえもん ひみつのよじげんポケット
- スーパーロボット大戦α外伝（剛日吉）
- ドラえもん 緑の惑星ドキドキ大救出!（野比のび太）
- ボカンGoGoGo（マージョ、ドロンジョ、ムージョ、アターシャ、ミレンジョ、ムンムン、ヤンヤン、ルージュ）
- ぼくドラえもん（野比のび太）

2002年
- ドラえもん どこでもウォーカー

2003年
- 第2次スーパーロボット大戦α（剛日吉、エリカ）
- ドラえもん みんなで遊ぼう!ミニドランド（のび太）

2004年
- ガンバード1&2（ルージュ、シャーク）
- スロッターUPコア3 愉打!ドロンジョにおまかせ（ドロンジョ）

2005年
- 第3次スーパーロボット大戦α 終焉の銀河へ（剛日吉）

2006年
- Angel Love Online（リウェイタン、リウェイクン）

2007年
- スーパーロボット大戦Scramble Commander the 2nd（クローディア・ラサール）

2008年
- スーパーロボット大戦A PORTABLE（剛日吉）
- タツノコ VS. CAPCOM CROSS GENERATION OF HEROES（ドロンジョ）
- ヤッターマンDS ビックリドッキリ大作戦だコロン（ドロンジョ）
- ヤッターマンDS2 ビックリドッキリアニマル大冒険（ドロンジョ）
- ヤッターマンWii ビックリドッキリマシンで猛レースだコロン（ドロンジョ）

2010年
- TATSUNOKO VS. CAPCOM ULTIMATE ALL-STARS（ドロンジョ）

2011年
- リトルビッグプラネット2 日本語版（イブ・シルバ・パラゴリカ）

2019年
- スーパーロボット大戦DD（剛日吉）

2021年
- スーパーロボット大戦30（剛日吉） - DLC追加キャラクター

### ラジオ
- ワールド・オブ・エレガンス（TOKYO FM） 女性ナレーション
- ラジオコメディーシワ・ハウス（NHKラジオ第1放送） 2013年9月23日
- 小原乃梨子　音楽世界の旅（NHKラジオ）

### 人形劇
- 孫悟空（プイプイ）[112]
- おかあさんといっしょのコンサート（ブンブン）
- ブンブンたいむ（ブンブン）

### 特撮
- ロボット110番（ケイくんの声）

### CD
野比のび太の声で担当
- かけ算九九のうた（作詞：楠部工、補作詞：ばばすすむ、作曲・編曲：菊池俊輔、うた：小原乃梨子）
- のんきなのび太くん（作詞：ばばすすむ、作曲・編曲：菊池俊輔、うた：小原乃梨子）
- あした・あさって・しあさって（作詞：高田ひろお、作曲・編曲：菊池俊輔、うた：小原乃梨子、森の木児童合唱団）
- ワンパク三人組（作詞・ばばすすむ、作曲・編曲：菊池俊輔、うた：小原乃梨子、肝付兼太、たてかべ和也）

その他の声で担当
- 妖精たちのクリスマス フェアリーテイル（ジュピター出版、1995年、絵本を企画・朗読）
- モクモク村のケンちゃん（ケンちゃん、日本ブリタニカ The First steps in English 紙芝居付属カセット教材）
- タイムボカンシリーズ（いずれもビクターエンタテインメント）
  - タイムボカン（マージョ）
  - タイムパトロール隊オタスケマン（アターシャ、マージョ、ドロンジョ、ムージョ）
  - タイムボカン名曲大全（ドロンジョ）
  - タイムボカン カラオケ博覧會（ドロンジョ）
  - 悪玉馬券塾（マージョ、ドロンジョ、ムージョ、アターシャ、ミレンジョ、ヤンヤン）
  - タイムボカン王道復古 特訓満漢全席（ドロンジョ）
  - 平成タイムボカン（ドロンジョ、ミレンジョ）
  - 天才ドロンボー'08（シングルCD、ドロンボー名義）
  - ドロンボー伝説'08（アルバムCD、ドロンボー名義）

### CM
- 銀座コア（ナレーション） - 1987年
- P&G キャメイ（ナレーション） - 1988年
- エポック社 ドラえもん3 のび太と時の宝玉（野比のび太） - 1994年
- ボカンと一発!ドロンボー（ドロンジョ） - 1996年
- サガ フロンティア（エミリア編ナレーション） - 1997年
- ボカンですよ（ドロンジョ） - 1998年
- ファミリーマート ドッチモイタリアーノ（1999年、八奈見乗児と共演・アニメ音声）
- エポック社（ドラえもんテレビパソコン） - 2003年
- アリコジャパン - 2005年
- 日本生命（生きるチカラ） - 2006年
- プチダノン - 2006年
- フィラデルフィア クリーミィソフト（天使の声） - 2007年
- 森永ティナ（牛の声） - 2007年
- 家庭教師のトライ「教えて!トライさん」（ペーターの声） - 2012年

### 映画
- ヤッターマン（どくろ鮨の客）

### テレビドラマ
- キンピラ先生青春記
- 特別機動捜査隊 第320話「女の坂道」（1967年、NET） - 愛子 役
- 日真名氏飛び出す

### その他コンテンツ
ドロンジョの声で出演
- オレたちひょうきん族（1983年1月15日、フジテレビ） - OPナレーター
- 東芝Webサイト・ヤッターマン×トウシバ
- ファ見る! 2008年2月号の諜報員（ドロンジョ、野比のび太、コナンの声）
- 林先生の痛快!生きざま大辞典（2015年1月20日、TBS）「日本アニメ界の巨人・吉田竜夫」
- 第66回NHK紅白歌合戦（2015年12月31日、NHK）（『アニメ紅白』）

野比のび太の声で出演
- 木曜スペシャル これが決定版!爆笑珍プレー好プレー'92（日本テレビ）『のび太と野球の王国』
- 新潟県中越地震被災者援助ドラえもん募金
- 北海道旅客鉄道（JR北海道）車内放送 - 快速「海峡」（1998年 - 2002年）、臨時特急「ドラえもん海底列車」（2003年 - 2004年）。共に吉岡海底駅の「ドラえもん海底ワールド」開催時に担当。
- ドラえもん、母になる〜大山のぶ代物語〜（当初の発表では、ずっと一緒だよ 〜声優・大山のぶ代物語〜だった）（2015年12月13日放送、NHK BSプレミアム ナレーター・野比のび太）

その他の声で出演
- 東京ディズニーリゾート 東京ディズニーシー「ハーバーサイド・クリスマス2002」（ビアンカ）
- 東京REMIX族（コーナーナレーター）
- お説教アイドル 叱るGENJI（ナレーター）
- ママとあそぼう!ピンポンパン（ヤンピー）
- オレたちひょうきん族（1983年2月19日、フジテレビ） - 『ひょうきん連続テレビ小説「やせ腕繁盛記」』ナレーター

## ディスコグラフィー

### アルバム
- Invitation（1980年、キングレコード、SKS-102）

## 著書
- 『声に恋して －洋画とアニメと私自身と』（双葉社、1996年 / 小学館文庫、1999年）
- 『テレビ・アニメ最前線 －私説・アニメ17年史』（大和書房、1980年、石黒昇との共著）

## 後任
小原の高齢に伴う降板後、持ち役を引き継いだ人物は以下の通り。
| 後任       | 役名         | 概要作品                   | 後任の初担当作品                   |
| ---------- | ------------ | -------------------------- | ---------------------------------- |
| 鶴ひろみ   | ルビーナ     | 『UFOロボ グレンダイザー』 | 『スーパーロボット大戦A PORTABLE』 |
| 鶴ひろみ   | テラル       | 『宇宙大帝ゴッドシグマ』   | 『スーパーロボット大戦Z』          |
| 喜多村英梨 | 三悪の女ボス | 「タイムボカンシリーズ」   | 『CRヤッターマン』                 |
| 高島雅羅   | 氷の女王     | 『それいけ!アンパンマン』  | 2020年12月25日放送回               |
| 平野文     | 黒バラ女王   | 『それいけ!アンパンマン』  | 第1545話Bパート                    |
| 宮本侑芽   | ナンドバット | 『それいけ!アンパンマン』  | 第1664話Aパート                    |
| 摩味       | ペーター     | 『教えて!トライさん』      | 2023年以降のシリーズ               |

## 演じた俳優
- 猫背椿 - 『ドラえもん、母になる〜大山のぶ代物語〜』（2015年12月13日、NHK BSプレミアム・プレミアムドラマ）[114]